# Proti Americe a na pomoc Koreji
Proti Americe a na pomoc Koreji (抗美援朝; Kàngměi yuáncháo) bylo jedno z propagandistických hesel během 50. let minulého století v Čínské lidové republice.
Kampaň byla součástí korejské války, která vypukla na počátku 50. let 20. století, a týká se pouze fáze, kdy se války účastnila Čínská lidová dobrovolnická armáda. 

## Historický kontext
Korejský poloostrov byl rozdělen po kapitulaci Japonska na konci druhé světové války demarkační linií. Rozdělení mělo být dočasného charakteru. Na severu byl do čela dosazen Kim Ir-sen, na jihu I Sung-man. Dne 25. června 1950 severokorejská vojska překročila 38. rovnoběžku, a tím začala korejská válka. 
Mao Ce-tung o Kimově plánu napadnout Jižní Koreu věděl již v lednu téhož roku. Neslíbil však aktivní účast ČLOA (prioritou Tchaj-wan), pouze propuštění vojáků korejské národnosti. Smýšlení se změnilo kvůli následujícím faktorům: 
1. vstupu USA pod záštitou OSN do konfliktu
2. překročení 38. rovnoběžky vojskem směrem k čínským hranicím
3. zablokování Tchajwanské úžiny americkou armádou, tudíž znemožnění vylodění na Tchaj-wanu
4. pocit nevyhnutelného konfliktu s USA.[3]

Dne 10. července 1950 byl založen "Čínský lidový výbor pro odpor proti americké agresi vůči Tchaj-wanu a Koreji". Následně byla spuštěna kampaň "proti Spojeným státům a na pomoc KLDR".
Čou En-laj s maršálem Lin Piaoem odletěli do Soči, kde informovali SSSR, že vyšlou do Severní Koreje dobrovolnické vojáky za dvou podmínek: 1. dodání zbraní, 2. zajištění čínského vzdušného prostoru. Dohoda byla podepsána 11. října. Čínská vojsko (200 000 vojáků) překročilo hraniční řeku Jalu dne 24. října 1950.
Následovaly měsíce bojů, které se nakonec ustálily na 38. rovnoběžce. Tato linie setrvala po dobu cca dvou let, kdy probíhala jednání o příměří. Těmito boji nejvíce trpělo civilní obyvatelstvo (bombardování území Severní Koreje, včetně obytných čtvrtí a zavlažovacích kanálů). Dohoda o příměří byla podepsána 27. července 1953. V roce 1958 byli všichni čínští dobrovolníci staženi zpět do Číny.
Důsledky pro Čínu:
1. Ztráta 450 000 vojáků (americké zdroje uvádí dvojnásobek), včetně Maova oblíbeného syna
2. Zátěž státního rozpočtu (1950: 44 %, 1951: 52 %)
3. Nálepka agresora (Valná hromada OSN, 1. února 1951; dále embargo na obchod s ČLR).[3]

## Soudobé zmínky a odkazy
Dne 2. července 2020 bylo oznámeno, že v roce 2020 uplyne 70 let od zahájení boje Čínské lidové dobrovolnické armády proti USA, a k této příležitosti bude vydána pamětní medaile jménem Ústředního výboru Komunistické strany Číny, Státní rady a Ústřední vojenské komise k "70. výročí boje Čínské lidové dobrovolnické armády proti USA a na pomoc Koreji".
Dne 19. října 2020 Si Ťin-pching zdůraznil: „V nové éře je nutné zdědit a nést dál velkého ducha „proti Spojeným státům a na pomoc Severní Koreji“ ve snaze dosáhnout omlazení čínského národa“.
V září 2021 byl "duch proti USA a na pomoc Severní Koreji" zařazen do prvního výtisku "velikých duchů" v duchovní genealogii čínských komunistů, kterou schválil Ústřední výbor strany a vytřídilo Ústřední oddělení propagandy.